# Деркач Олекса Аполлонович
Оле́кса Аполло́нович Деркач (*17 березня 1897, Добра — †після 1936) — військовий, громадський діяч, урядовець постачання Окремої кадрової бригади кордонної охорони; хорунжий Армії УНР. Нагороджений Хрестом Симона Петлюри.

## Біографія
Народився в «убогій селянській» сім'ї, з якою переїхав на Поділля (1900).
Закінчив вищу початкову школу (Хмельницький, 1909). Вступив до землемірної школи (Житомир, 1911), але через брак коштів залишив її. У реальній школі склав іспит на звання народного вчителя (Вінниця, 1912). Вчителював у Вінницькому повіті з 25 січня 1912 року.
Мобілізований однорічником до 4-го гарматного дивізіону російської армії. «В 1917 році склав іспит на урядовця воєнного часу, але посади не зайняв, скориставшись законом про демобілізацію учителів».
Приєднався до Вінницького вільного козацтва (вересень 1917), після розформування якого вступив до учительського інституту (Вінниця, 1918), але так і не закінчив його через «боротьбу за визволення України, в якій (…) як свідомий українець взяв участь з кінця листопаду 1918 року». Урядовець постачання Окремої кадрової бригади кордонної охорони.
Інтернований у складі частин Армії УНР. Перебував у т. Стшалково принаймні до 20 травня 1922 року. Зарахований студентом 1-ї категорії на агрономічний відділ агрономічно-лісового факультету Української Господарської академії в Подєбрадах.
Нагороджений Хрестом Симона Петлюри.